# ジョン・ワナメイカー
ジョン・ワナメーカー（John Wanamaker、1838年7月11日 - 1922年12月12日）はアメリカ合衆国ペンシルバニア州フィラデルフィア出身の百貨店経営者、宗教指導者、政治家。「マーケティングにおける先駆者」ともいわれる。同国の郵政長官も務めた。

## 生涯
ワナメーカーはのちに南フィラデルフィア地区として知られるようになる地方の合併されていない地域で1838年7月11日に生まれた。1861年、ワナメーカーは兄弟のN・ブラウンと協力して、フィラデルフィアのジョージ・ワシントン邸宅横に彼の最初の紳士物衣料店ブラウン・ワナメーカー商会を開いた。店の名前は「オークホール」と呼ばれた。彼は「1つの価格と返品可能な商品」という新しい商売方法で店を発展させ、1869年に2号店をオープンさせた。その後、1875年にワナメーカーは使われていない鉄道車庫を購入し、「グランドデポット」と呼ばれるデパートを建設した。この「グランドデポット」は1つの敷地内に各種専門店を集めたフィラデルフィアにおける最初の百貨店といわれている。1860年にワナメーカーはメアリー・エリンジャー・ブラウン（Mary Erringer Brown）と結婚して6人の子を得たが、うち2人は幼少期に死亡している。また熱心なキリスト教徒であり、フィラデルフィアYMCAの発展に大きく寄与した。

### 商人として
ワナメーカーは1896年にニューヨークに百貨店を出店させた。またヨーロッパのワナメーカー家と協力してロンドンとパリにも出店し、海外でビジネスを拡大させた。フィラデルフィアには、シカゴの有名な建築家であるダニエル・H・バーナムによって設計された「ワナメーカービル」を1910年に完成させた。これはフィラデルフィアの市役所の真向かいに建ち、13番通りとマーケットストリートの交差点の全ブロックを包囲する広さであった。このビルは現在アメリカの歴史的建造物に指定されている。ワナメーカーは控えめな性格であったが、広告の利用と、マーチャンダイジングにおいて革新的なアイデアを実行している。彼は、固定価格システムを発明し、正札販売を実施。現在標準的な商習慣になっている返金保証を初めて導入した。また、従業員に対して教育費、保養施設、企業年金と利益の分配といった福利厚生も充実させた。広告を重視したワナメーカーは新聞に見開き広告を載せた初の小売業者と呼ばれる。彼は当初自分でコピーライターを行っていたが、のちに世界初の専業コピーライターとなるジョン・エモリー・パワーズを雇った。パワーズの広告によってワナメーカーの収益は400万ドルから800万ドルに上昇した。

### 郵政長官として
1889年にワナメーカーはB・ハリソン大統領によって米国の郵政長官に任命された。彼は初の記念切手を発行し、また郵政公社に効率性をあげる様々な制度を導入した。また、合衆国内で初めて地方の郵便業務の無料化を計画したが、1897年まで実行されることはなかった。1890年には高級切手を発行したが、品質が高すぎたために全国のマスコミに否定的に報道された。また、1891年に郵便集配員のユニフォームの変更を命じたが、ユニフォームの注文をボルチモアのある1社に注文するよう手配したとして、訴訟を起こされている。

### 死
ワナメーカーは1922年12月12日に亡くなった。2日後に葬式が行われ、フィラデルフィアの聖ジェームズ教会の墓地に埋葬された。
ワナメーカーの死によって遺された遺産は約1億ドルと推定され、子供と孫の3人に分配された。死後、百貨店は次男のルイス(LewisRodmanWanamaker)(1863‐1928)によって引き継がれた。

## 名言
ワナメーカーは数々の名言を残したことでも知られる。
- 「自分の仕事を愛し、その日の仕事を完全に成し遂げて満足した、軽い気持ちで晩餐の卓に帰れる人が、世界で最も幸福な人だ。」
- 「広告費の半分が金の無駄遣いに終わっている事はわかっている。わからないのはどっちの半分が無駄なのかだ。」
- 「困難なことは頭からするな、非常に成功の邪魔になる」という人がある。しかし、決してそうではない。人間というものは、困難なことに遭えば遭うほど、ますます新しい力が出てくるものだ。」
- 「成功の秘訣を問うな。成すべきひとつひとつに全力を尽くせ。」